# 仲程倫由
仲程 倫由（なかほど のりよし）は、日本の内閣府官僚。内閣府政策統括官（防災担当）付企画官、内閣府大臣官房参事官、内閣府沖縄総合事務局次長等を歴任した。

## 人物・経歴
沖縄県国頭郡本部町出身。沖縄県立名護高等学校を経て、1983年琉球大学法文学部卒業、総理府入庁。沖縄の開発を志し、沖縄開発庁などで勤務した。内閣府政策統括官（防災担当）付企画官（災害予防担当）、内閣府沖縄振興局参事官（特定事業担当） 、内閣府大臣官房参事官（総務担当）等を経て、2013年内閣府沖縄総合事務局総務部長。2015年から内閣府沖縄総合事務局次長（総務等担当）を務め、沖縄の生産性向上に向けた働き方改革促進などにあたった。2020年依願退官、北部港運顧問、沖縄美ら島財団参与。